# Минимальная пара
Минима́льная па́ра — два слова, словоформы или морфемы данного языка, различающиеся только одной фонемой в одной и той же позиции (иначе называются квазиомо́нимами:107). В частном случае различие фонем может состоять в несовпадении значений всего одного дифференциального признака: ср. рус. том — дом (согласные различаются как глухой и звонкий), быт — быть (согласные различаются как твёрдый и мягкий), кот — тот (согласные различаются местом образования).
Слова или морфемы в рамках минимальной пары могут различаться также ударением или тоном.

## Минимальная пара как критерий фонематичности
Различные фонологические школы: пражская, московская, фонологическая концепция Р. И. Аванесова, фонологическая концепция М. В. Панова (здесь речь идёт о синтагмо-фонемах) — сходятся в том, что наличие минимальной пары свидетельствует о том, что звуки, обеспечивающие противопоставление в ней, являются реализациями разных фонем. Таким образом, признаётся, что фонемы должны иметь способность быть единственными различителями слов.
Вместе с тем в рамках петербургской фонологической школы вслед за Л. В. Щербой считается, что наличие минимальной пары не является необходимым условием различия фонем в данном языке: главное, чтобы такую пару в этом языке можно было представить, чтобы она была возможна:106. Наличие же минимальных пар — достаточно случайное следствие того, что «соответствующая пара звуков может находиться в данном языке в одинаковой фонологической позиции»:109.